# Plancherine
Plancherine è un comune francese di 422 abitanti situato nel dipartimento della Savoia della regione dell'Alvernia-Rodano-Alpi.

## Monumenti e luoghi d'interesse
- Abbazia di Notre-Dame de Tamié

## Società

### Evoluzione demografica
Abitanti censiti